# Języki makro-pama-nyungańskie
Języki makro-pama-nyungańskie – postulowana rodzina językowa skupiająca dwie największe rodziny języków australijskich, pama-nyungańską, która pokrywa swym zasięgiem siedem ósmych kontynentu, i gunwinyguskie, główną rodzinę Ziemi Arnhema, leżącej u północnych wybrzeży Australii.
Tradycyjnie uznane rodziny językowe, wchodzące w jej skład, to:
- gunwinyguskie
- wielko pama-nyungańskie
  - tankickie
  - język garawa
  - pama-nyungańskie właściwe

Wysunięto również hipotezę o ich związku genetycznym z, uznanym za izolat, językiem ngurmbur.